# حوزه انتخابیه کلی دلاویر
حوزه انتخابیه کلی دلاویر یک حوزه انتخابیه مجلس نمایندگان آمریکا است که در ایالت دلاویر قرار دارد.